# Стоил Полизоев
Стоил Полизоев е български общественик, участник в борбата за българска църковна независимост.

## Биография
Стоил Полизоев е роден в град Неврокоп, тогава в Османската империя. Активно участва в борбите за църковно-национална независимост на българите в Неврокопско и е един от местните лидери на движението. В 1866 година с Илия Дуков Полизоев пристига в Сяр, за да води преговори с католическия владика Мелетий Драмски. Стефан Веркович обаче ги отклонява от унията и предава молбата им до руския консул в Солун Александър Лаговски, който им обещава да действа пред валията да се позволи богослужение на български в неврокопската църква.
Полизоев е един от участниците на народния събор, проведен през 1869 година в село Гайтаниново, на който се провъзгласява отказването на Неврокопския край от Цариградската патриаршия.
Полизоев заедно с Дуков издействат от Солун разрешене за построяване на нова църква в Неврокоп, след което Полизоев събира парични помощи за начинането в новообразуваното Княжество България.
След създаването на ВМОРО, Полизоев подкрепя организацията и къщата му става революционен център.
Негова дъщеря е учителката и революционерка София Мондова (1888 - 1948).